# Federación Galega de Municipios e Provincias
La Federación Galega de Municipios e Provincias (Federación Gallega de Municipios y Provincias en castellano, Fegamp) es un organismo constituido por los 313 ayuntamientos, las cuatro diputaciones provinciales y las nueve entidades menores existentes en la comunidad autónoma de Galicia.
El nacimiento de la Fegamp, con 17 miembros fundadores, fue el 7 de octubre de 1988, si bien la asamblea constituyente no se celebró hasta el 7 de abril de 1989. En esa asamblea resultó elegido presidente por unanimidad el alcalde de Puenteareas, José Castro, que permaneció en el cargo hasta 1992, año en el que fue sustituido por el alcalde de Riveira, José Luis Torres Colomer, el cual desempeñó las funciones de presidente hasta 1995.
En el siguiente cuatrienio y bajo la presidencia del alcalde de Quiroga, Julio Álvarez Núñez, se produjo un hecho histórico que marcaría el futuro del municipalismo gallego: la fusión de las tres entidades que representaban los intereses de la administración local gallega. Después de meses de conversaciones y negociaciones, la antigua Federación Galega de Municipios e Provincias (Fegamp), la Federación de Concellos Galegos (FCG) y la Federación Galega de Concellos Rurais (FCR) firmaron el 22 de abril de 1996 el denominado Protocolo de Fusión para unificar, bajo las siglas de la Fegamp, la defensa de los intereses de la administración local gallega.
Este acto de fusión, celebrado en el Parlamento de Galicia con la presencia de las máximas autoridades autonómicas, marcó un punto de inflexión cara el reconocimiento institucional de la Fegamp como único interlocutor válido ante otras administraciones. Este incipiente protagonismo de la federación se vio reforzado con el incremento de los afiliados, puesto que la progresiva adhesión de todas las entidades locales gallegas (315 ayuntamientos, cuatro diputaciones provinciales y nueve entidades menores) convirtió a la Fegamp en un caso paradigmático en toda España de la unidad de acción del municipalismo.
Su representatividad institucional fue creciendo de manera paralela a la prestación de nuevos servicios a sus entidades afiliadas. Para poder desarrollar su trabajo, la Fegamp adquirió en 1990 su primera sede social en Santiago de Compostela, pero solo siete años más tarde se vio en la obligación de incrementar la superficie disponible mediante la compra de un nuevo local.
La fuerza de la Fegamp como representante de la administración local se tradujo en una serie de logros. Así, durante el mandato del alcalde popular de Orense, Manuel J. Cabezas Enríquez (1999-2003), la Fegamp consiguió fijar la participación de todos los ayuntamientos en la recaudación líquida de los ingresos propios de la Junta de Galicia, reforzando la autonomía de las Haciendas Locales. El 4 de diciembre de 2003, el alcalde de Orense fue sustituido como presidente de la Fegamp por el de Lalín, Xosé Crespo Iglesias, también del PP. Carlos Fernández, alcalde de Ames por el PSdeG-PSOE, accedió al cargo tras las municipales de 2007. Tras los comicios de 2011, es elegido presidente de la entidad José Manuel Rey Varela, alcalde popular de Ferrol. Actualmente, desde el 30 de octubre de 2015 el alcalde del Barco de Valdeorras Alfredo García Rodríguez, del PSdeG-PSOE, es el presidente de la federación.
Los principios generales sobre los que se asienta la actuación de la Fegamp son los siguientes
- Fomento y defensa de la autonomía de las Entidades Locales
- Promoción, representación y defensa de los intereses de la Administración Local ante otras administraciones públicas
- Promoción y desarrollo de la cultura y de la lengua gallega en el ámbito municipal
- Reivindicación ante los correspondientes poderes públicos -cuándo lo estime oportuno- de nuevas cuotas competenciales para las Entidades Locales
- Fomento de la participación ciudadana en la vida local
- Desarrollo y consolidación del espíritu europeo en el ámbito local, basado en la autonomía y la solidaridad entre los Entes Locales
- Defensa judicial de los intereses de la Administración Local -si fuera el caso- y actuaciones necesarias delante del Tribunal Constitucional en defensa de la autonomía local

- Datos: Q8961003